# メガテリウム
メガテリウム (Megatherium) は、新生代新第三紀前期鮮新世 - 第四紀完新世（約5百万 - 1万年前）ごろ、南アメリカ大陸に生息していた異節上目（貧歯類）に属する巨大な地上性のナマケモノ (ground sloth) の属である。エレモテリウムと同様に地球史上最大級の異節類であり、メガテリウム科および地上性ナマケモノの代表的な属である。

## 分類
Megatherium. americanum という学名はギリシア語で「アメリカの巨獣」を意味する。最初の標本は1787年にアルゼンチンでマヌエル・トーレスによって発見され、後にマドリードの国立科学博物館 (Museo Nacional de Ciencias Naturales) に移送されており、この骨格は現在も同博物館に展示されている。学名の命名者はジョルジュ・キュヴィエ。キュビエによって1789年に復元された世界初の骨格標本はフランスの国立自然史博物館に存在している。
チャールズ・ダーウィンも1830年代のビーグル号での航海を経てアルゼンチンでメガテリウムの標本を採取しており、この探検の最中にはスケリドテリウム、グロッソテリウム、ミロドンもダーウィンによって発見されている。この頭蓋骨の半分がイングランド王立外科医師会のギャラリー (Hunterian Museum and Art Gallery) に、もう半分がイングリッシュ・ヘリテッジが管理するダーウィンの生家であるダウン・ハウス (Down House) に所蔵されている。また、後年にはアルゼンチンにて、ダーウィンが1832年から1833年にかけて標本を採取した場所から約40キロメートルの地点で足跡も発見されている。
和名は大懶獣（だいらんじゅう、だいらいじゅう）またはオオナマケモノ。

### 種
- M. altiplanicum Saint-André & de Iuliis, 2001
- M. americanum Cuvier, 1796 - 模式種
- M. gallardoi Ameghino & Kraglievich, 1921
- M. istilarti Kraglievich, 1925
- M. medinae Philippi, 1893
- M. tarijense Gervais & Ameghino, 1880
- M. parodii Hoffstetter, 1949
- M. sundti Philippi, 1893

## 形態

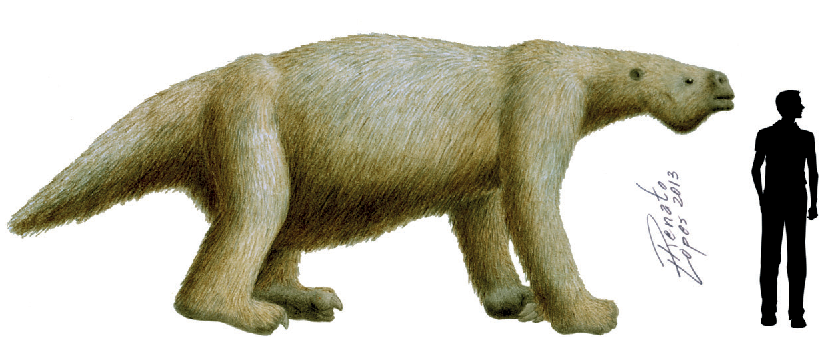
メガテリウムの復元想像図。

メガテリウムおよび同科に属したエレモテリウムは地上性のナマケモノ (ground sloth) および異節類としては地球史上でも最大級であり、成長すると全長5 - 6メートル、体重3 - 5トンに達する長鼻目に匹敵する巨体を持っていた。メガテリウムとエレモテリウムは現生の樹上性のナマケモノよりも著しく巨大であるだけでなく、地上性ナマケモノ全体で見ても顕著に大型であり、この2種は更新世以降のアメリカ大陸に存在した最大級の陸棲哺乳類の一角だった。メガテリウム（およびエレモテリウム）の頭部は比較的に小さいがクマにも似た体躯と頑丈な骨格を有しており、二足で直立することができた地球史上最大の哺乳類でもあった。
四肢に長い鉤爪があり、尾は太く長い。四足歩行時はナックルウォーキング (Knuckle-walking) である他、蹠行性の後ろ脚と尾で立ち上がった。直立して巨木の枝を鉤爪の付いた強い前足で引き寄せ、長い舌で葉を巻き取ったり、爪で地面を掘って球根なども摂取していたと思われる。前肢には各5本、後肢には各4本の指を持ち、前腕の指の3本と後ろ脚の指の2本に鉤爪を有していた。メガテリウムやエレモテリウムが体表に毛皮を持っていたのかは判明していないが、メガテリウムの皮膚には骨質小板が存在していた。

## 生態

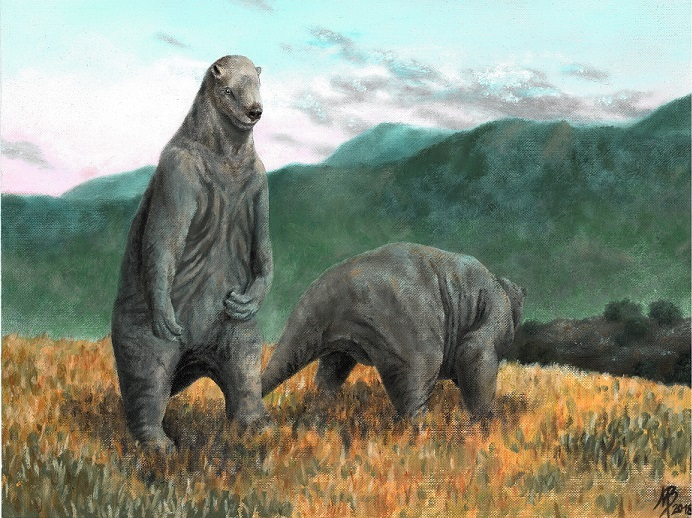
毛皮を持たない復元想像図。

メガテリウムは地上性ナマケモノ (ground sloth) の代表的な属であり、またこのカテゴリーにおいて最大級でもあった。特筆すべき巨体、特に過大な体重を持っていたために木登りはできず、現生のナマケモノ類と異なり完全な地上性であった。
餌となった主要な植生は若葉や若芽や草や球根であり、ケヤキに似たヤマゴボウ科の植物の一種などが知られる。また、草原にて鉤爪で土を掘り返して根茎を食べていた可能性もあるだけでなく、アボカドはメガテリウムなどの大型動物とは一種の共生関係にあり、メガテリウムに食料を提供する代わりにメガテリウムがアボカドの種子散布を担っていた。頭骨は低く細長いことが特徴であり、歯は無根歯で常生歯だった。吻部には門歯は無く、貧弱な臼歯がわずかに残るだけであった。一方で顎弓が発達して咬筋は強力であり、管や杭や柱状の歯で葉や根茎をすり潰していた。
アメリカ大陸間大交差を経て北米大陸に進出したエレモテリウムやノスロテリオプスなどとは異なり、メガテリウムの分布は南米大陸に限定されていた。化石は主にアルゼンチン、ウルグアイ、ボリビアで発見されている。また、南米大陸におけるメガテリウムとエレモテリウムの分布は互いに隣接してあまり重複が見られなかった。

## 絶滅
鮮新世末に南北アメリカがパナマ地峡でつながり、ジャガーや剣歯虎のスミロドンなどの仲間がアメリカ大陸間大交差で南アメリカに進出し、メガテリウムの幼獣も捕食したが、メガテリウムは絶滅することなく以降も存続し、最終的には前期完新世に絶滅した。絶滅の厳密な原因は解明されていないが、化石から人類による狩猟の痕跡が確認されてきたことからも、南北アメリカ大陸に進出して拡散した人類による影響が示唆されている。メガテリウムに限らず地上性ナマケモノは人間による淘汰や気候変動などに耐えられずに全て滅んでいる。

## 関連画像

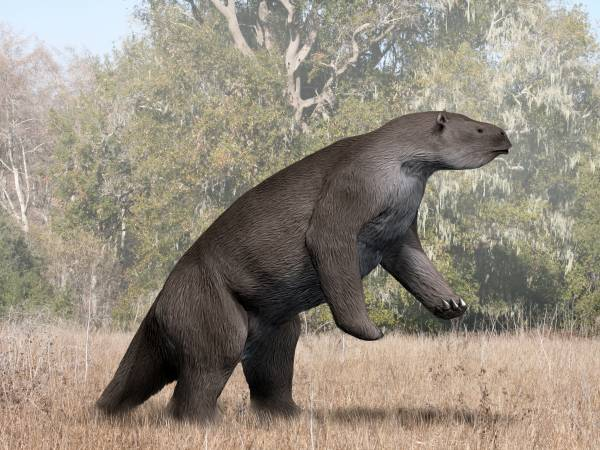
復元想像図
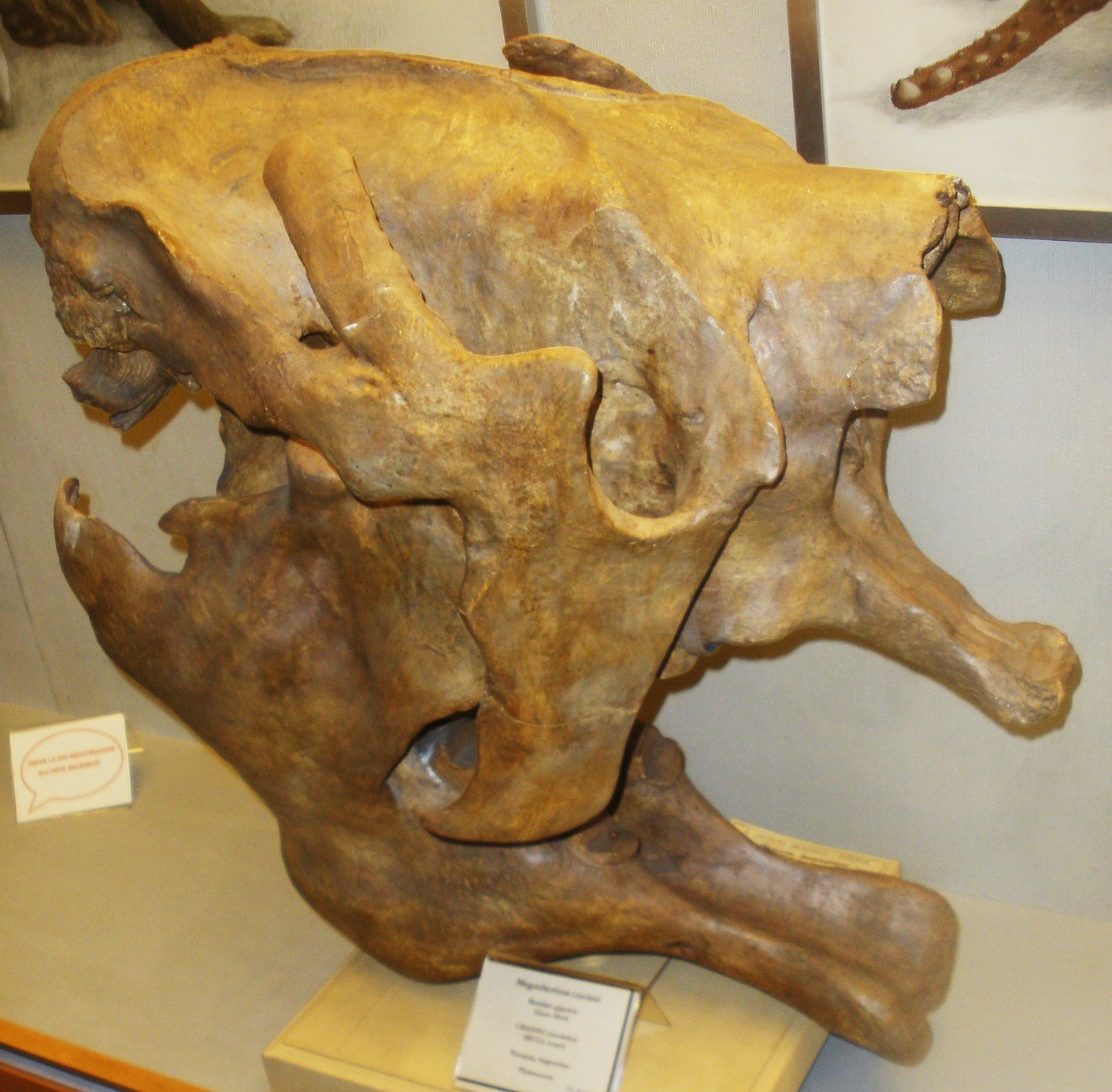
頭骨
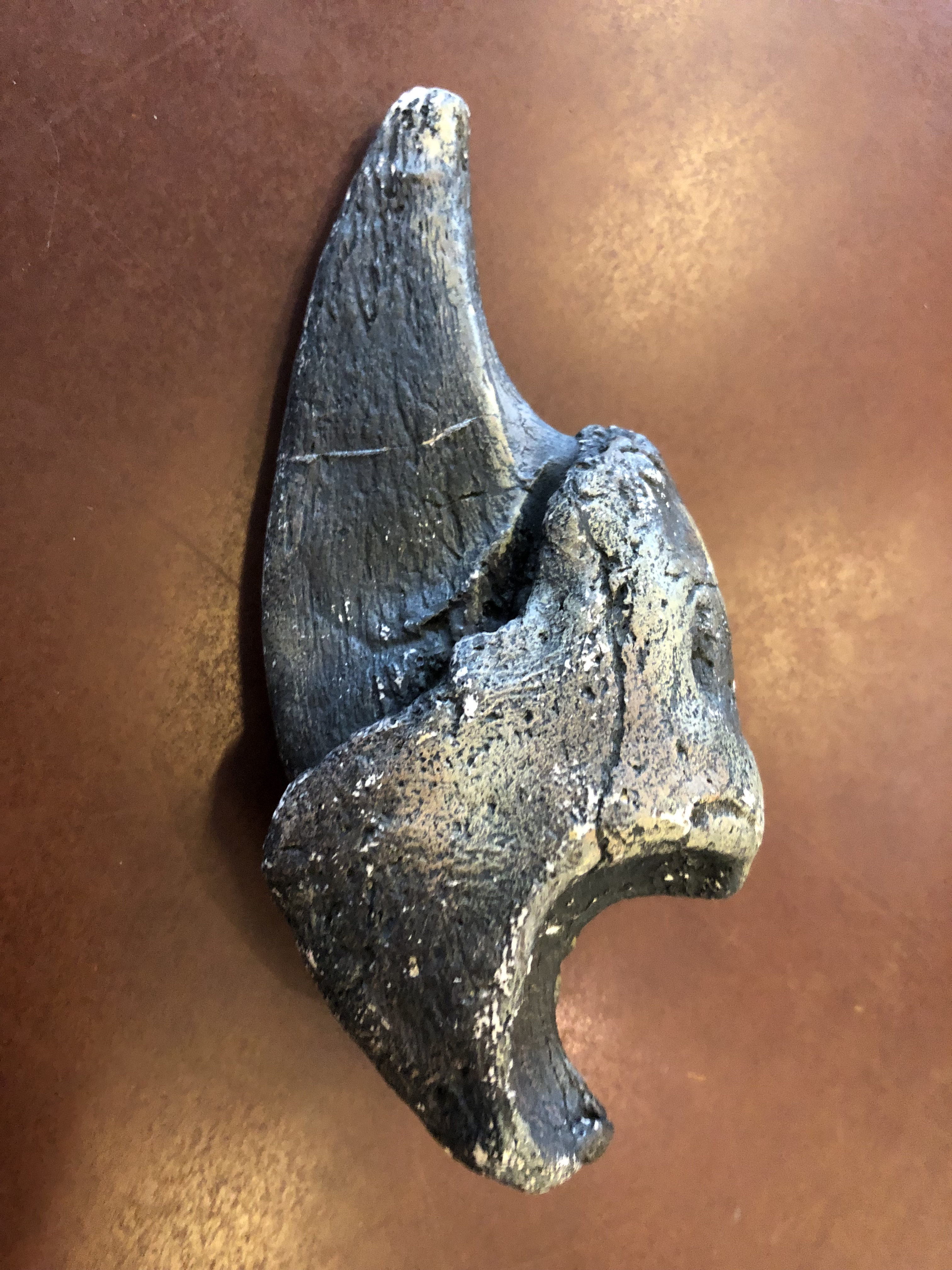
鉤爪